# Khu bảo tồn Jungfrau-Aletsch
Khu bảo tồn Jungfrau-Aletsch (tên chính thức là Alpes Thụy Sĩ Jungfrau-Aletsch) là một khu vực bảo vệ nằm ở tây nam Thụy Sĩ giữa các bang Bern và Valais. Đây là khu vực miền núi ở cực đông của dãy núi Alpes Bernese chứa các vách núi phía bắc của đỉnh Jungfrau và Eiger và khu vực băng hà lớn nhất phía tây lục địa Á-Âu, bao gồm sông băng Aletsch. Khu bảo tồn này là Di sản thiên nhiên thế giới đầu tiên của UNESCO trên khu vực dãy núi Alpes khi nó được công nhận vào năm 2001.

## Địa lý và khí hậu
Khu vực này nằm trên dãy núi Alpes Thụy Sĩ giữa Cao nguyên Bern và đông bắc Valais, cách 25 km về phía nam thị trấn Interlaken và 20 km về phía bắc của Brig. Khu vực tự nhiên này bao gồm toàn bộ các khối núi từ hồ Oeschinen ở phía tây cho đến Grimselsee (không bao gồm) ở phía đông, bao gồm các lưu vực của sông băng Aletsch, Fiescher, Aare và sông băng Hạ Grindelwald.
Điểm cao nhất trong khu bảo tồn là đỉnh Finsteraarhorn cao 4.274 mét đồng thời cũng là đỉnh núi cao nhất của dãy Alpes Bernese. Một số đỉnh núi đáng chú ý khác trong khu bảo tồn này gồm Aletschhorn, Jungfrau, Mönch, Schreckhorn, Gross Fiescherhorn, Hinter Fiescherhorn, Grünhorn và Lauteraarhorn.
Các đỉnh núi ngăn cách các bang Valais và Berne là lưu vực sông chính của châu Âu. Các thung lũng chính ở phía bắc khu bảo tồn chạy về hướng bắc, cách bức tường phía bắc của Jungfrau, Mönch và Eiger khoảng 20 km từ sông Aare, một nhánh của sông Rhein chảy ra biển Bắc. Các đường thoát nước ở thung lũng phía nam chạy về phía tây nam của sông Rhône đổ ra Địa Trung Hải.
Khí hậu của khu vực bị ảnh hưởng mạnh mẽ bởi độ cao của các đỉnh núi. Chúng tạo thành một rào chắn ngăn giữa hai khu vực khí hậu cận đại dương ẩm ướt ở phía bắc và khí hậu khô hơn ở sườn dốc phía nam Valais. Ở phía bắc lượng mưa đạt trên 2.200 mm và hầu hết các trận mưa diễn ra trong mùa hè nhưng ở phía nam chỉ là 1.000 mm, giảm thấp trong mùa đông. Valais trải qua khí hậu lục địa ở độ cao thấp và trung bình bán khô hạn. Nhiệt độ trung bình hàng năm dao động từ -8.5 °C tại Jungfraujoch (3.500 mét) cho đến 9.1 °C tại Brig (700 mét).

## Tính năng

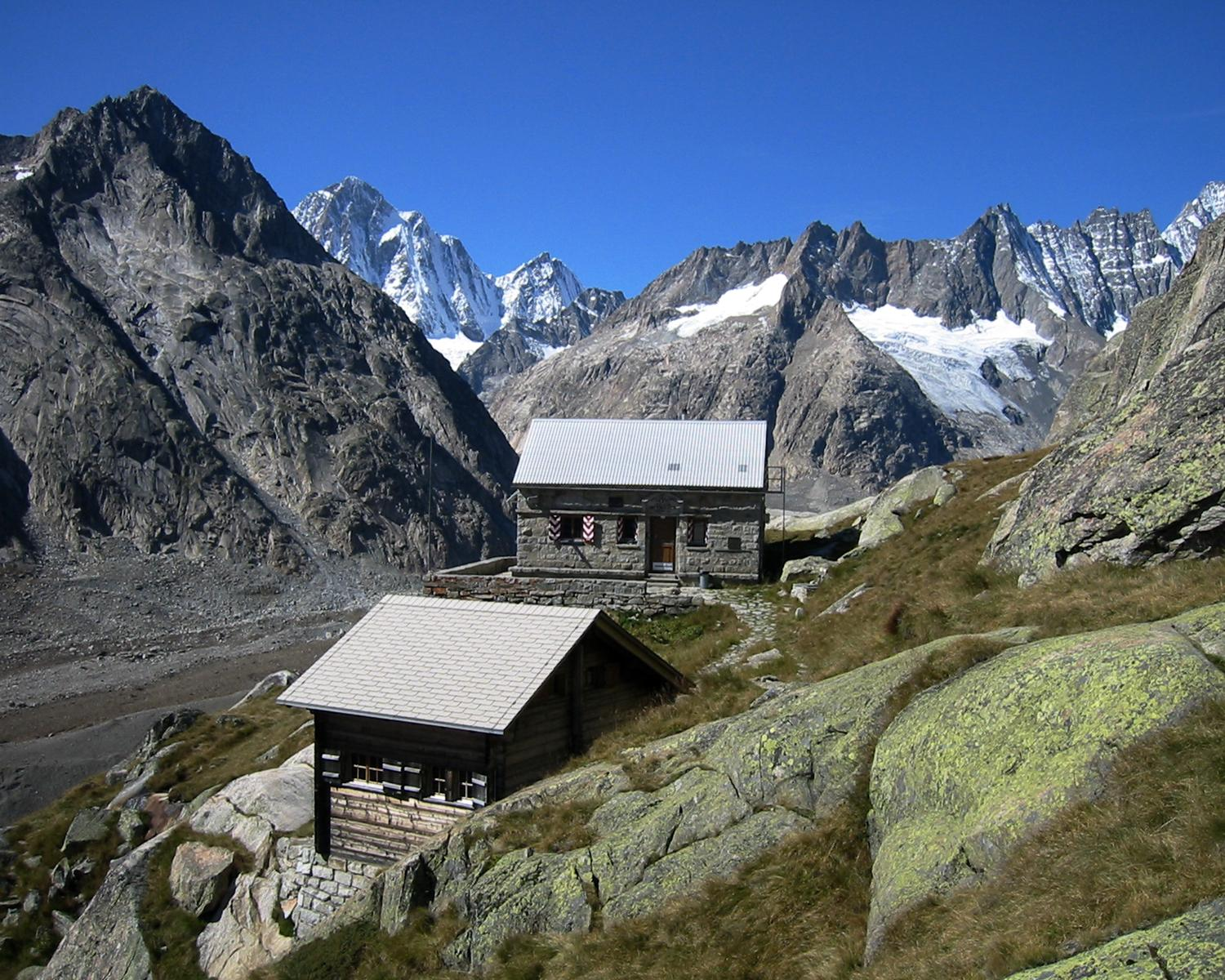
Thung lũng của sông băng Unteraar

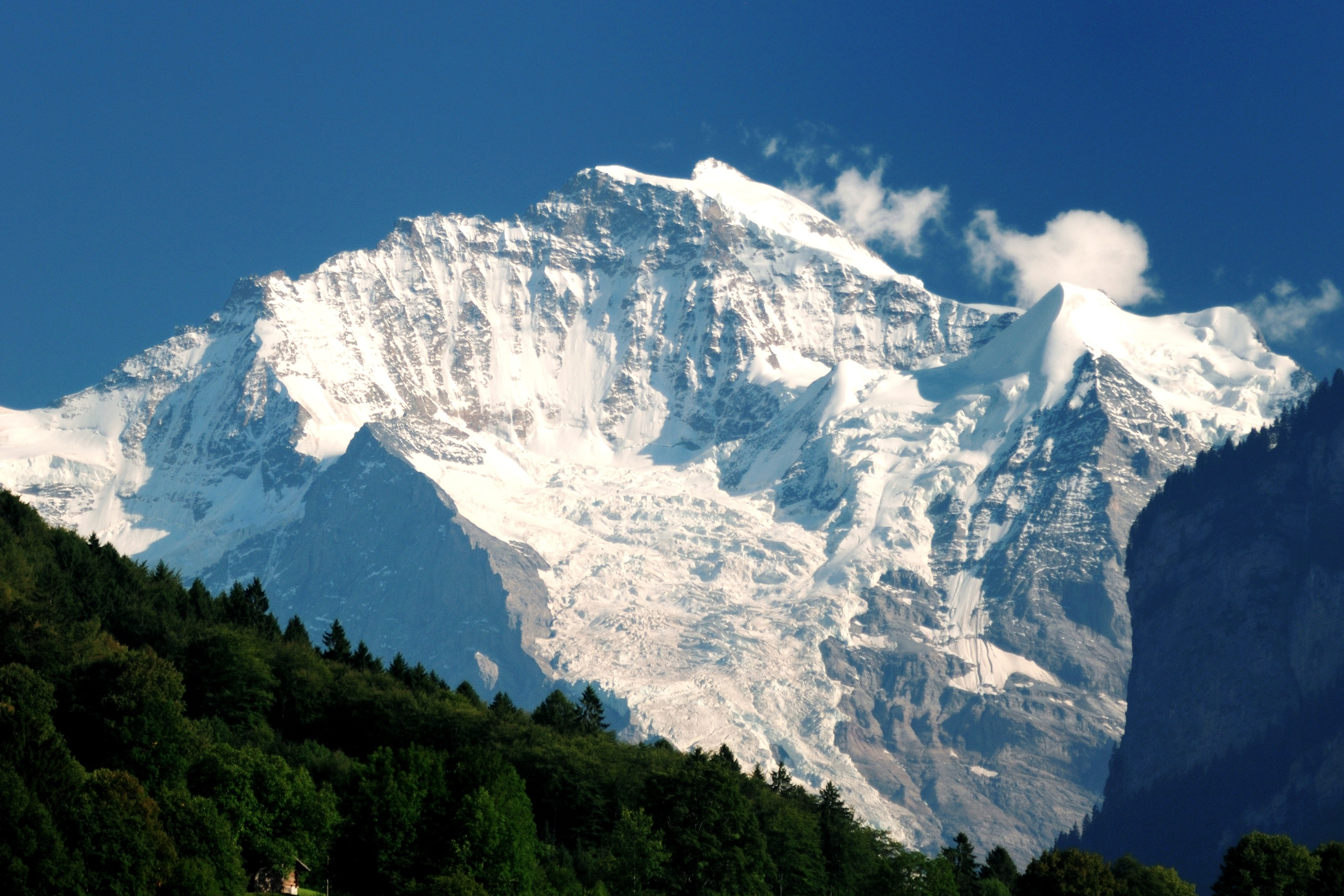
Jungfrau và thung lũng của Lauterbrunnen từ Interlaken

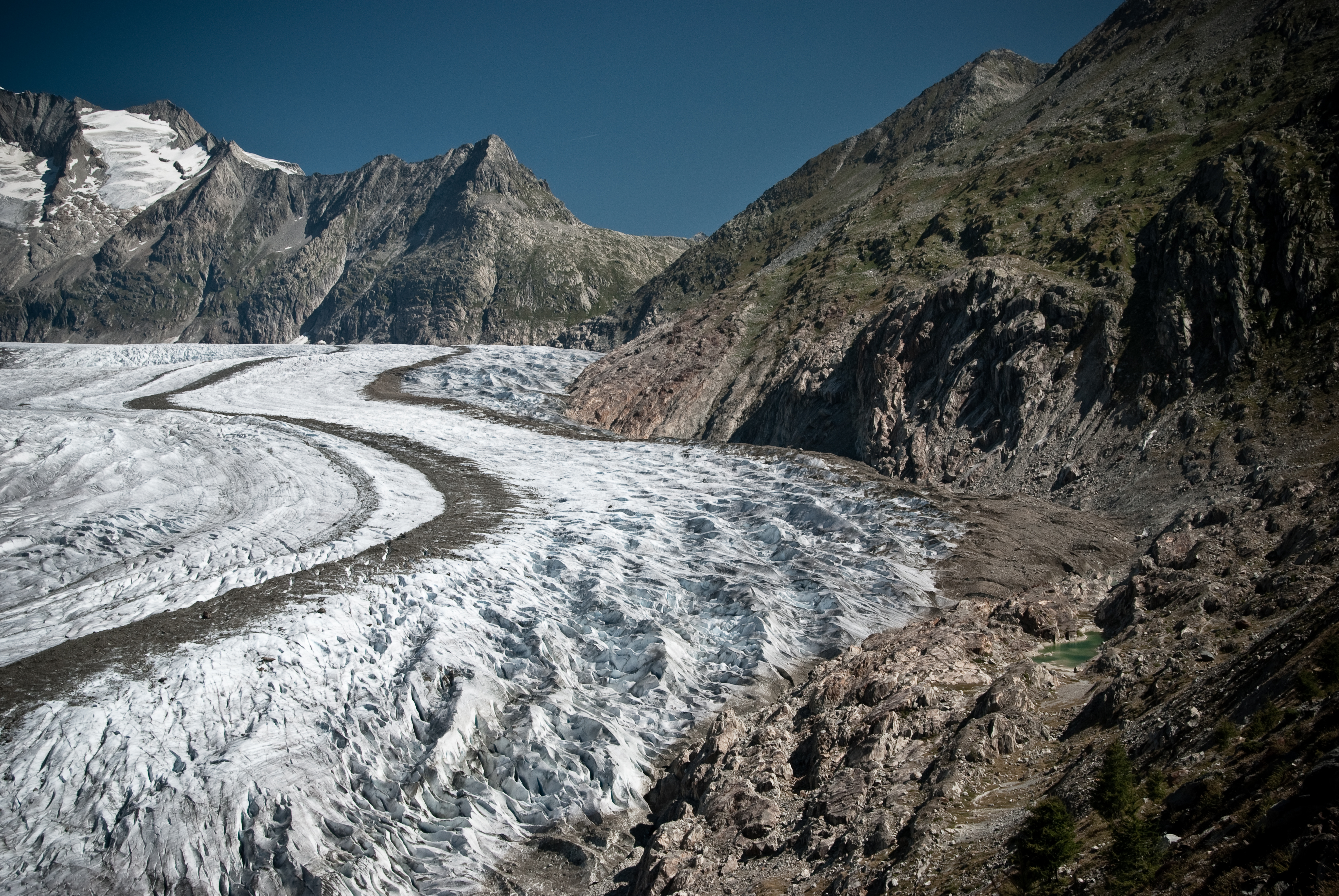
Sông băng Aletsch là sông băng lớn nhất của dãy núi Alpes.

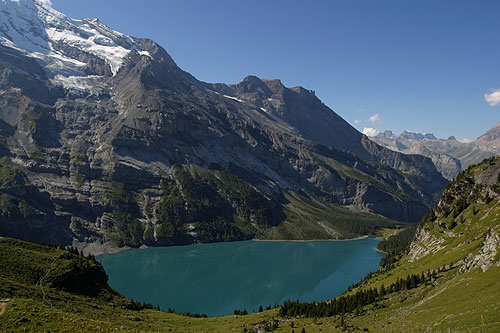
Cảnh quan tuyệt đẹp của hồ Oeschinen.

Jungfrau-Aletsch gần như không bị ảnh hưởng bởi tác động con người ngoại trừ những con đường mòn và túp lều trên núi. Đây là khu vực đóng băng sâu sắc. Khoảng một nửa diện tích cao hơn 2.600 mét, thấp hơn vài trăm mét so với giới hạn giữa các khu vực bồi tụ sông băng và tan mòn. Tổng diện tích bị bao phủ bởi các sông băng là 35.000 ha khiến nó trở thành khu vực băng giá liên tục lớn nhất của dãy Alpes. Sông băng lớn nhất và dài nhất của Alpes chính là sông băng Aletsch dài 23 km, có độ dày tối đa là 900 mét tại Konkordiaplatz.
Tổng diện tích khu bảo tồn là 82.388 ha trong đó có 53.888 ha là vùng lõi Di sản thế giới và một phần đệm mở rộng hai đầu có diện tích 28.500 ha. Trong số này thì 56% diện tích thuộc bang Valais, 44% còn lại thuộc bang Bern. Các dạng địa hình đáng chú ý trong khu vực Di sản thế giới bao gồm:
Núi
- Finsteraarhorn
- Aletschhorn
- Jungfrau
- Mönch
- Schreckhorn
- Lauteraarhorn
- Grosses Fiescherhorn
- Hinteres Fiescherhorn
- Grünhorn
- Gletscherhorn
- Eiger
- Ebnefluh
- Bietschhorn
- Grosses Wannenhorn
- Mittaghorn
- Nesthorn
- Wetterhorn
- Blüemlisalp

Sông băng
- Kander
- Tschingel
- Hạ Grindelwald
- Thượng Grindelwald
- Unteraar
- Oberaar
- Lang
- Oberaletsch
- Aletsch
- Fiescher

Hồ nước
- Oeschinen
- Märjelen

## Động thực vật

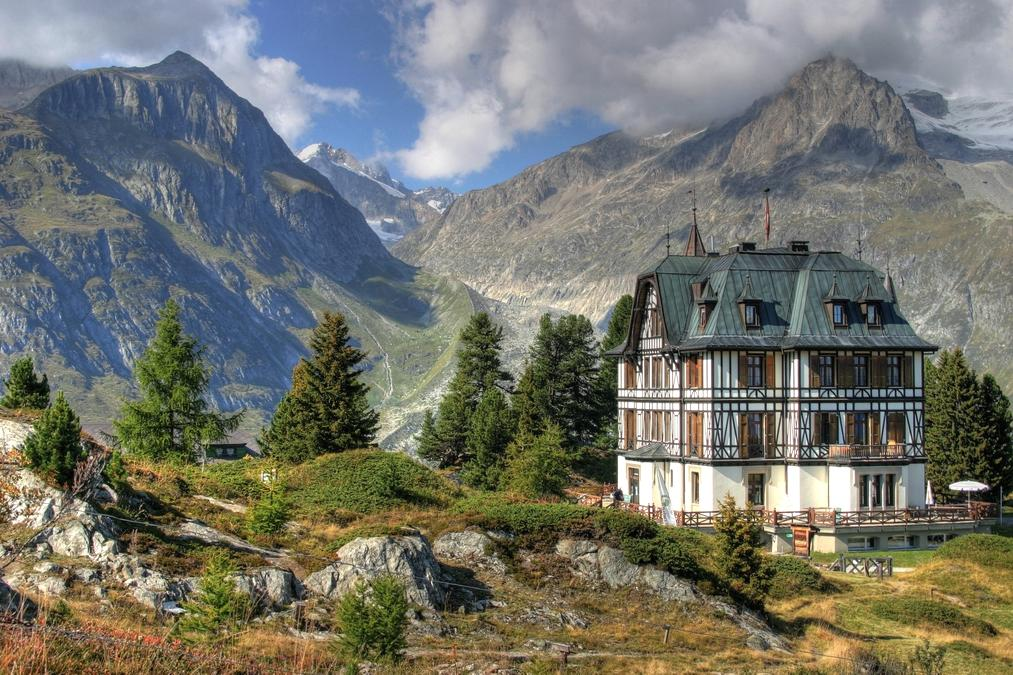
Đường giới hạn cây gỗ của rừng Aletsch (Trung tâm tự nhiên Pro Natura).

Sông băng và các vách đá cằn cỗi chiếm đến hơn 80% diện tích, còn lại là 6% đất rừng, 5,2% đồng cỏ núi cao và 8% là cây bụi. Độ cao là yếu tố chủ đạo ảnh hưởng đến sự phân bố và đa dạng của thảm thực vật. Khu bảo tồn có 1.800 loài thực vật có mạch và 700 loài rêu. Thời kỳ sinh trưởng giảm dần theo độ cao, nhưng có 529 loài thực vật có hạt và dương xỉ phía trên đường giới hạn cây gỗ.
Rừng lá rộng trên núi nằm ở độ cao từ 900-1.300 mét, ở các sườn dốc về phía bắc. Trên các sườn dốc về phía nam, cùng một khu vực nhưng cao hơn 200 mét nữa. Vùng phụ núi cao nằm giữa 1.300-2.000 mét, giữa vùng lá rộng và núi cao. Các loài đặc trưng nhất là Thông Thụy Sĩ (Pinus cembra), Vân sam Na Uy (Picea abies) ở phía bắc và phía nam tương ứng. Một ví dụ đó là ở rừng Aletsch phía trên sông băng Aletsch và gần đường giới hạn cây gỗ là nơi sinh trưởng của rất nhiều những cây Thông Thụy Sĩ. Chúng đã phát triển trên băng tích của sông băng sau khi phát triển rộng đạt tối đa vào năm 1850. Khu vực ngay phía trên đường giới hạn cây gỗ tạo thành một dải của thảm thực vật và đồng cỏ hoang dã Alpes.
Khu bảo tồn ghi nhận có 1.250 loài động vật trong đó có 271 động vật có xương sống bao gồm 42 loài động vật có vú, 99 loài chim, 8 loài bò sát, 7 loài cá, 4 loài lưỡng cư cùng nhiều loài động vật không xương sống là 97 loài động vật thân mềm, 979 loài côn trùng. Các loài phổ biến bao gồm Sơn dương Chamois (Rupicapra rupicapra), Dê núi Alps (Capra ibex), Hươu đỏ (Cervus elaphus), Thỏ núi (Lepus timidus), Chồn ecmin (Mustela erminea), Marmota, Linh miêu và Cáo.

## Du lịch
Cao nguyên Bern và Valais là những điểm du lịch nổi tiếng từ thế kỷ 19. Ngọn núi Jungfrau lần đầu tiên bị chinh phục vào năm 1811 và Finsteraarhorn là 1812. Các du khách đầu tiên đến chủ yếu là vào mùa hè nhưng trong những năm 1930 thể thao mùa đông cũng trở nên phổ biến. Ở phía bắc, du khách chỉ có thể đến được thông qua tuyến đường sắt Jungfrau dẫn đến Jungfraujoch. Tuyến đường sắt đã biến địa điểm này từ một mặt núi không thể tiếp cận thành một địa điểm dễ tiếp cận nên trở thành một địa điểm hấp dẫn được dân cư gần đó ghé thăm. Tuyến đường sắt này được xây dựng từ năm 1870 đến 1912 đưa du khách từ đèo Kleine Scheidegg (2.061 mét) đến Jungfraujoch (3.454 mét), một khối núi hình yên ngựa nằm giữa Mönch và Jungfrau. Ở khu vực phía nam các địa điểm lưu trú cho khách du lịch nằm tại Riederalp-Bettmeralp. Các khu vực dân cư khác là Kandersteg và Lötschental. Mạng lưới đường đi bộ phát triển tốt xung quanh khu bảo tồn nhưng ở trung tâm là khu vực không thể tiếp cận với những người đi bộ. Ở đó chỉ có những người leo núi có kinh nghiệm có 37 lều trú ẩn và 5 lều trú ẩn trên núi cao thuộc quản lý của Câu lạc bộ Núi cao Thụy Sĩ. Trung tâm sinh thái Aletsch ở Riederalp được điều hành bởi Pro Natura có chức năng như một trung tâm du khách.